# 愛情彈彈球/月台
《愛情彈彈球／月台》，日本女性創作歌手aiko的第28張單曲。2011年5月11日發行。

## 簡介
前作《面對面》約一年之後發行。aiko第三次雙A面單曲，自2009年的《milk／嘆息之吻》兩年以來的首次。
《愛情彈彈球》被用作可爾必思乳酸菌飲料「CALPIS WATER」的電視廣告歌曲。是2000年的單曲《櫻花開時》之後aiko的歌曲再次被用作同商品的廣告歌曲。
《月台》被用作電影《阪急電車 單程15分鐘的奇蹟》（中谷美紀主演）的主題曲。電影的製作人重松圭一是aiko的歌迷，他認為應該邀請關西出身的歌手演唱主題曲，而且要切合電影積極向前的主題，aiko無疑是最佳人選，於是他在2010年11月就向aiko邀請顯曲。aiko很爽快地答應了邀請，並表示「非常非常幸福，我看到電影的預告篇就已經感動落淚了，感覺很強烈」。。
aiko的單曲首次分三個版本發行——初回限定盤、通常盤和關西限定盤。關西限定盤在《阪急電車 單程15分鐘的奇蹟》的故事舞台關西地方的兩府四縣（大阪府、京都府、兵庫縣、滋賀縣、奈良縣、和歌山縣）的一部分CD店內限定發售。關西限定盤的收錄曲目和其它版本一樣，但將《月台》提為第一主打曲。
初回盤的封面和內頁是以《愛情彈彈球》為主題，拍攝期間使用了一萬個彈彈球；關西盤的封面和內頁則是以《月台》為主題，還在阪急電車的設施內攝影，aiko形容「像做夢一樣」的高興。

## 收錄曲目
1. 愛情彈彈球（恋のスーパーボール）
  - 可爾必思乳酸菌飲料「CALPIS WATER」的電視廣告歌曲
2. 月台
  - 東寶系電影《阪急電車 單程15分鐘的奇蹟》的主題曲
3. 我總是（いつもあたしは）
4. 愛情彈彈球 (Instrumental)
5. 月台 (Instrumental)

全 作詞、作曲：AIKO；編曲：島田昌典

## 外部連結
- 唱片介紹